# Europa Europa
De speelfilm Europa Europa is een Duits-Pools-Franse coproductie uit 1990 van Agnieszka Holland. De film is gebaseerd op het autobiografische boek "Ik was Hitlerjongen Salomon" van de jood Sally Perel, waar hij beschrijft hoe hij als lid van de Hitlerjugend het nationaalsocialisme in Duitsland wist te overleven. De film werd in Duitsland onder de titel Hitlerjunge Salomon uitgebracht.

## Verhaal
Salomon Perel (Sally) werd in 1925 als zoon van een joodse schoenmaker in het Nedersaksische Peine geboren. Zijn ouders stammen oorspronkelijk uit Polen en hebben vier kinderen: Isaak, David, Bertha en Sally. Met de machtsovername van de nationaalsocialisten in 1933 wordt het klimaat er voor de joden steeds somberder, hetgeen de ouders doet besluiten om alles te verkopen en naar Łódź terug te keren. De oorlog haalt het gezin echter in als op 1 september 1939 de Duitsers Polen binnenvallen. De ouders van Sally zijn bezorgd voor wat komen gaat en sturen Sally en zijn broer Isaak met rugzak richting Rusland. In het oosten hebben de Russen Polen echter aangevallen en terwijl de Polen vluchtten voor de Russen, vluchtten de joden voor de Duitsers. In de chaos bij de oversteek van de grensrivier raken de beide broers van elkaar gescheiden en Sally komt terecht in een weeshuis in het door het Rode Leger bezette Grodno.
Sally weet zich snel aan de nieuwe situatie aan te passen. Hij leert Russisch en maakt kennis met het communistische atheïsme. Per brief houdt Sally contact met zijn ouders, die hem informeren dat Łódź in Litzmannstadt werd omgedoopt en er voor de joden een getto werd ingericht. Voor Sally eindigt het bestaan in het weeshuis als ook Rusland door Duitsland wordt aangevallen. Samen met de leiding en de andere kinderen van het weeshuis vlucht hij verder het oosten in, maar tijdens een luchtaanval verliest hij het contact met de groep. Hij wordt gevonden door Duitse soldaten en als zij merken dat hij vloeiend Duits spreekt, maakt Sally hen wijs dat hij een volksduitser is. Hij geeft zich voor Josef Peters uit en vertelt dat hij als wees Russisch heeft geleerd in het weeshuis van Grodno. De soldaten nemen Sally op in de groep en hij wordt een populaire mascotte van de eenheid die veel helpt bij het vertalen van Russisch.
Sally wordt liefkozend Jupp genoemd, maar een van de soldaten (Robert) ontdekt tijdens het baden dat Jupp besneden is. Robert is homoseksueel en er ontstaat een hechte band tussen beide mannen, die elk een geheim te verbergen hebben. Maar als Robert tijdens een vuurgevecht voor zijn ogen wordt neergeschoten, zakt hem de moed in de schoenen. Sally besluit over te lopen naar de Russische stellingen en neemt via de veldtelefoon contact op met de overzijde. Terwijl hij echter de brug passeert en de Russen hem willen verwelkomen, duiken de soldaten van zijn eenheid achter hem op en veroveren de stelling. Sally wordt de held van de dag want, zo denken de Duitsers, hij probeerde alleen de Russische stelling de bestormen.
Zijn bewezen roem maakt Sally nog populairder en de kinderloze compagniescommandant besluit dat zo'n goed Duitser recht heeft op een goede opleiding. Sally wordt naar Braunschweig gestuurd en komt op een internaat (in de werkelijkheid de Akademie für Jugendführung). Ook daar blijft Sally de rol van de wees spelen, die al vroeg zijn ouders moest missen. Hij krijgt een kameraadschappelijk band met een aantal jongens en leert een meisje (Leni) kennen, waarop hij verliefd wordt. Leni ontwikkelt ook gevoelens voor Sally, maar zij is een fanatiek aanhangster van de nationaalsocialistische ideologie. Voor Sally betekent de relatie een nieuw probleem, want Leni mag uiteraard niet weten dat hij besneden is. Daarom zegt Sally dat Leni nog te jong is om gemeenschap te hebben, waarvoor Leni geen begrip heeft. De moeder van Leni, die de joodse identiteit van Sally vermoedt, zegt tegen Leni dat Sally's standpunt een teken van hoge achting voor haar is.
Sally gaat tussentijds naar Łódź, om zich daar op de hoogte te stellen van het lot van zijn familie. Hij neemt veelvuldig de tram, waarvan het spoor dwars door het getto leidt, en ziet door de witgekalkte ramen van de tram de verschrikkelijke omstandigheden in het getto, maar keert terug zonder iets van zijn familie te hebben vernomen. Leni werd ondertussen door een andere Hitlerjongen zwanger gemaakt om zo haar plicht als Duitse na te komen en haar kind te schenken aan het Lebensborn-tehuis. Sally wil Leni nog eenmaal zien, maar komt met haar moeder in gesprek. Aan haar bekent Sally dat hij een jood is en Sally is opgelucht dat hij eindelijk met iemand over zijn ware identiteit kon spreken.
Het einde van de oorlog begint te naderen, maar de gevaren voor Sally nemen toe. Hij moet zich melden bij de Gestapo vanwege het ontbreken van papieren die de raszuiverheid van Sally moeten aantonen. Sally moet een geboortebewijs in Grodno opvragen, maar de ambtenaar besluit dat zelf een en ander zal laten regelen. met het dichterbij komen van het front wordt Sally bij de Volkssturm ingezet. Tijdens zware gevechten grijpt hij zijn kans en loopt naar de Sovjet-stellingen over. De Russen nemen hem in hechtenis en tijdens zijn gevangenis ontmoet hij zijn broer Isaak.

## Overig
Van het gezin overleefden alleen Isaak, David en Sally de oorlog. Sally's vader en moeder en zuster Bertha kwamen alle drie om. Aan het einde van de film zijn enkele shots van Salomon Perel zelf te zien.
Het boek van Salomon Perel werd opgedragen aan zijn moeder Rebecca, zijn vader Israël en zijn zus Bertha en ter nagedachtenis van zijn broer Isaak die stierf tijdens het schrijven van het boek.

## Rolverdeling
| Acteur             | Rol              |
| ------------------ | ---------------- |
| Marco Hofschneider | Solomon Perel    |
| Julie Delpy        | Leni             |
| René Hofschneider  | Isaak            |
| Piotr Kozlowski    | David            |
| André Wilms        | Robert Kellerman |
| Ashley Wanninger   | Gerd             |
| Halina Łabonarska  | Leni's moeder    |
| Klaus Abramowsky   | Solomon's vader  |
| Michèle Gleizer    | Solomon's moeder |
| Marta Sandrowicz   | Bertha           |
| Nathalie Schmidt   | Basia            |
| Delphine Forest    | Inna             |
| Martin Maria Blau  | Ulmayer          |
| Andrzej Mastalerz  | Zenek            |
| Solomon Perel      | zichzelf         |